# Mount Nivea
Mount Nivea är ett berg i Antarktis. Det ligger på ön Coronation Island i Sydorkneyöarna. Argentina och Storbritannien gör anspråk på området. Toppen på Mount Nivea är 1 265 meter över havet.
Terrängen runt Mount Nivea är kuperad norrut, men söderut är den bergig. Havet är nära Mount Nivea åt nordost. Mount Nivea är den högsta punkten i trakten. Trakten är obefolkad. Det finns inga samhällen i närheten.